# Ménessaire
Ménessaire ist eine französische Gemeinde mit 79 Einwohnern (Stand: 1. Januar 2022) im Département Côte-d’Or in der Region Bourgogne-Franche-Comté. Sie gehört zum Kanton Arnay-le-Duc und zum Arrondissement Beaune.
Nachbargemeinden sind Moux-en-Morvan im Norden, Chissey-en-Morvan im Osten, Cussy-en-Morvan im Süden und Gien-sur-Cure im Westen.

## Bevölkerungsentwicklung
| Jahr                       | 1962 | 1968 | 1975 | 1982 | 1990 | 1999 | 2008 | 2015 |
| -------------------------- | ---- | ---- | ---- | ---- | ---- | ---- | ---- | ---- |
| Einwohner                  | 146  | 131  | 136  | 119  | 96   | 88   | 69   | 82   |
| Quellen: Cassini und INSEE |      |      |      |      |      |      |      |      |

## Sehenswürdigkeiten

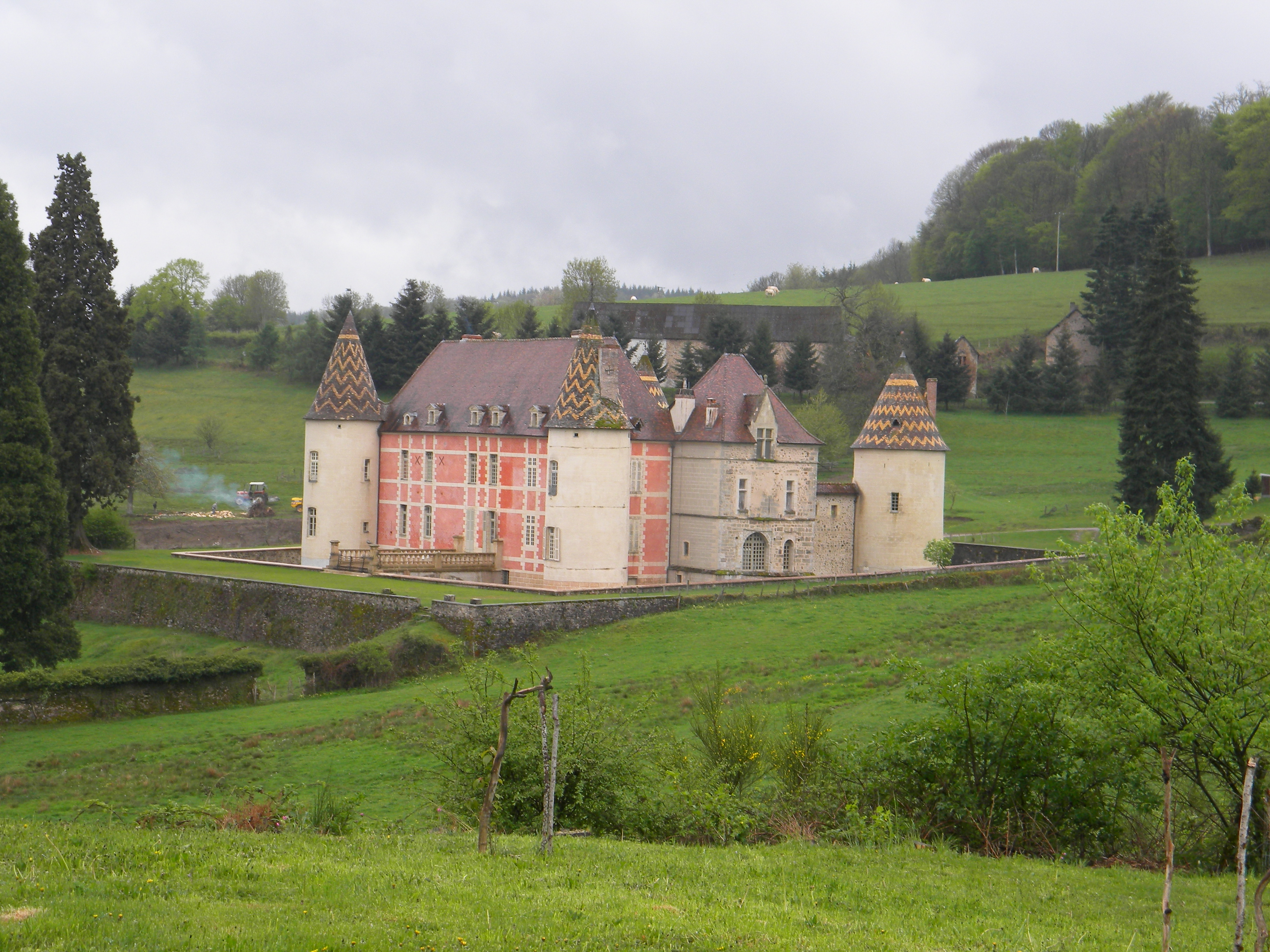
Schloss Ménessaire

- Schloss Ménessaire, seit 1973 ein Monument historique